# Euphrasia ceramensis
Euphrasia ceramensis är en snyltrotsväxtart som beskrevs av Van Royen. Euphrasia ceramensis ingår i släktet ögontröster, och familjen snyltrotsväxter. Inga underarter finns listade i Catalogue of Life.